# Гаральд Конопка
Гаральд Конопка (нім. Harald Konopka, нар. 18 листопада 1952, Дюрен) — німецький футболіст, що грав на позиції захисника.
Виступав, зокрема, за клуб «Кельн», а також національну збірну Німеччини.
Чемпіон Німеччини.

## Клубна кар'єра
У дорослому футболі дебютував 1971 року виступами за команду клубу «Кельн», в якій провів тринадцять сезонів, взявши участь у 335 матчах чемпіонату.  Більшість часу, проведеного у складі «Кельна», був основним гравцем захисту команди.
Завершив професійну ігрову кар'єру у клубі «Боруссія» (Дортмунд), за команду якого виступав протягом у 1984 році.

## Виступи за збірну
У 1978 році дебютував в офіційних матчах у складі національної збірної Німеччини. Протягом кар'єри у національній команді, яка тривала усього 2 роки, провів у формі головної команди країни лише 2 матчі.
У складі збірної був учасником чемпіонату світу 1978 року в Аргентині.

## Титули і досягнення
- Володар Кубка Німеччини (3):

«Кельн»: 1976-77, 1977-78, 1982-83
- Чемпіон Німеччини (1):

«Кельн»: 1977-78